# Симпатии
«Симпатии» — двенадцатый альбом российской группы «Чайф». Выпущен в 2000 году. В альбом вошли каверы на песни других групп и исполнителей, симпатичные музыкантам группы, откуда и пошло название альбома. По словам самих музыкантов, эти песни исполняются ими во время дружеских застолий и ощущаются как свои собственные. Обозреватель «Музыкальной газеты» отметил, что «все песни получились и „по-чайфовски“ рок-н-ролльными, и с сохранением каких-то черточек, характерных для оригинала».

## Список композиций
1. Белая лошадь (Юрий Богатенков)
2. Молодая шпана (Борис Гребенщиков)
3. Проложите, проложите (Владимир Высоцкий)
4. Не спи, Серёга (Александр Сычёв)
5. Новые легионы (Вячеслав Бутусов)
6. Танец на цыпочках (Настя Полева)
7. Соня любит Петю (Музыка — Егор Белкин, слова — Илья Кормильцев)
8. Зима была лютой (Вадим Кукушкин)
9. Прощай, детка (Детка, прощай) (Майк)
10. Бери шинель (Музыка — Валентин Левашов, слова — Булат Окуджава)
11. Каждую ночь (Виктор Цой)

## Музыканты
- Владимир Шахрин — вокал, 12-струнная гитара (1, 4), гитара (2, 3, 5, 6, 8, 10, 11), бэк-вокал (9)
- Владимир Бегунов — электрогитара (1,4), гитара (2, 3, 5, 6, 7, 9, 10, 11)
- Валерий Северин — барабаны, перкуссия (1-6, 9-11), бэк-вокал, основной вокал (4)
- Вячеслав Двинин — бас-гитара (1-4, 9, 10), бэк-вокал
- Антон Нифантьев — бас-гитара (5, 6, 11), бэк-вокал (11)

Приглашённые музыканты
- «Наивный вертолёт» (Екатеринбург) — духовые, медные инструменты (2, 9)
- Юлия Ляхина — скрипка (5)
- Анна Худякова — скрипка (5)
- Нейл Прокин — программирование (8)
- Николай Фоменко — вокал (9)

## Запись и сведение
1. Записано в студии «Новик рекордз» 1999 год. Запись и сведение В. Елизаров
2. Записано в студии «АВ МЬЮЗИК» 1999 год. Запись и сведение В. Елизаров
3. Записано в студии «Новик рекордз» 1996 год. Запись и сведение В. Мазуров.
4. Записано в студии «Новик рекордз» 1999 год. Запись и сведение В. Елизаров.
5. Записано на Свердловской киностудии 1993 год. Запись И. Черенков. Сведение В. Самойлов. Запись вошла в альбом «Отчёт» группы «Наутилус Помпилиус».
6. Записано в студии «Новик рекордз» 1995 год. Запись И. Воробьев. Сведение В. Елизаров.
7. Записано в студии «TUTTI Records», Екатеринбург 2000 год. Запись Н. Прокин. Сведение Владимир Шахрин, Владимир Бегунов
8. Записано в студии «TUTTI Records», Екатеринбург 1999 год. Запись Н. Прокин, О. Урусов, В. Елизаров. Сведение Владимир Шахрин. Запись вошла в альбом группы «Шалуны на луне»
9. Записано в студии «АВ МЬЮЗИК» 1999 год. Запись и сведение В. Елизаров.
10. Записано в студии «TUTTI Records», Екатеринбург 1997 год. Запись и сведение В. Елизаров
11. Записано на концерте «Звезда по имени Солнце» 1992 год.